# Gamla Stadshagen

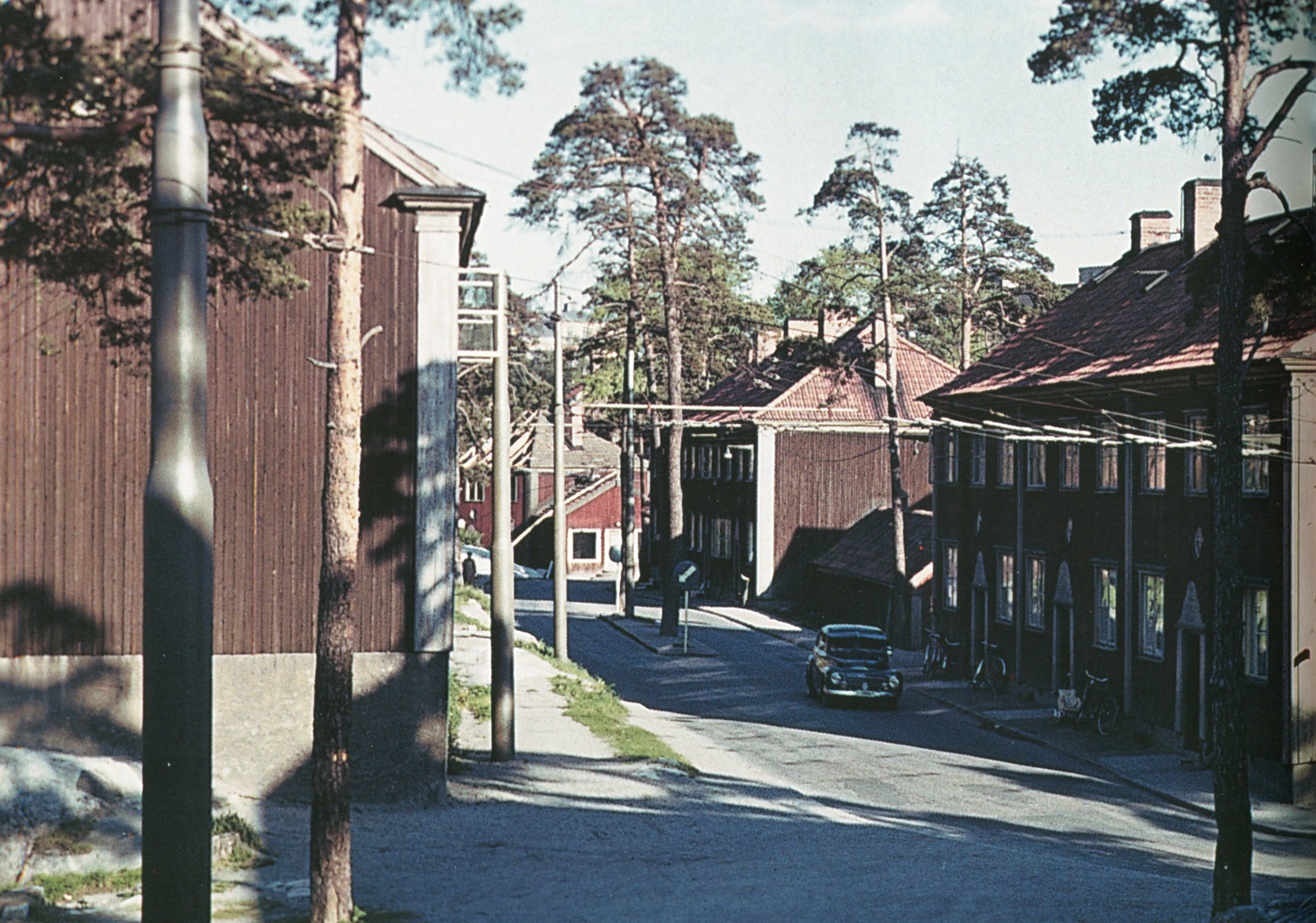
Arbetarbostäder i Stadshagen, 1955.

Gamla Stadshagen (ibland kallad Guldgrävarlägret) var en husgrupp med cirka 350 nödbostäder eller "tillfälliga bostäder" för arbetarfamiljer i dåvarande kvarteret Kyllret i Stadshagen, västra Kungsholmen, Stockholm. Bebyggelsen anlades 1917 och revs 1965.

## Bakgrund

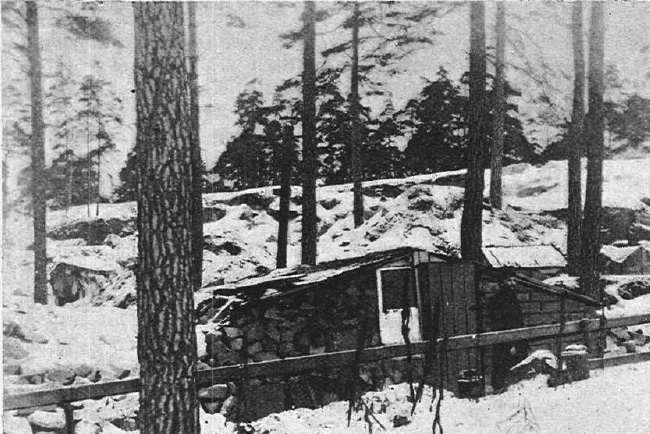
Skjul i Stadshagen år 1900

Kring sekelskiftet 1900 rådde det svår bostadsbrist i Stockholm. På 1890-talet samlades i Stadshagens skogar ett flertal fattiga, bostadslösa och lösdrivare som inte hade en bostad någon annanstans i staden. I bergssvackorna byggde de sig torftiga skjul av allsköns bråte och spillvirke - utan fönster och uppvärmning - för att ha någonstans att bo. Stadshagen omtalades in på 1900-talets början som "ett av de ödsligaste och torftigaste partierna av stadens utkanter".
Bostadssituationen förvärrades under första världskriget och Stockholms stadsfullmäktige beslöt att snabbt skaffa fram billiga, enkla bostäder. Byggnaderna som uppfördes av staden var tänkta som ett provisorium och man tog därför mark i anspråk som var avsedd för andra ändamål. Här skulle man visa att minibostäder om ett rum och kök eller ännu mindre, med enbart så kallade bostadskök (spisrum), kunde vara acceptabla bostäder om dessa var välplanerade. Några sådana områden med nödbostäder i Stockholm var Cedersdalsgatans hus i Vanadislunden, ett annat område byggdes 1917 vid Skånegatan och ett vid Ringvägen på Södermalm, se Stativet och Tumstocken (rivet 1965). Ett fortfarande existerande hus ligger i kvarteret Bergsryggen vid Ulvsundavägen uppförd 1916-17.
Det var inte ovanligt att staden anlitade kända arkitekter som skulle utforma enkla, men väl fungerande lägenheter, bland dem fanns arkitekterna Gunnar Asplund, Uno Åhrén, Sven Erik Lundqvist, Gustaf Larson och Axel Wetterberg.

## Arbetarbostäderna i kvarteret Kyllret

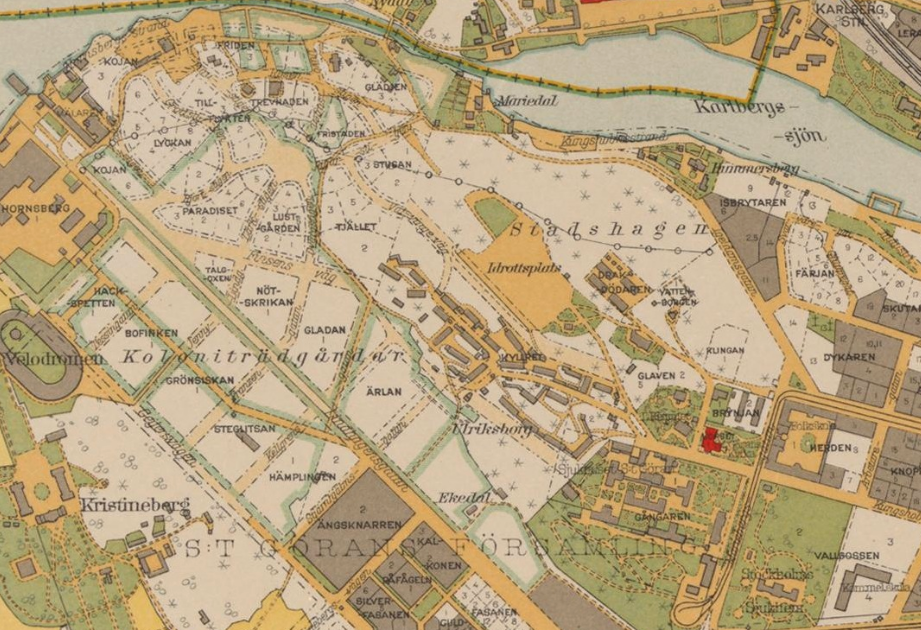
Karta över Stadshagen med omgivning från 1920-talet med "kvarteret Kyllret" mitt i bild.

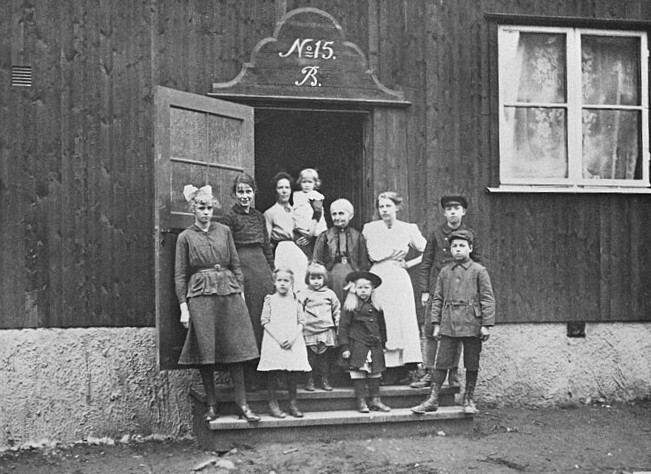
Inflyttade hyresgäster i "Gamla Stadshagen", Stadshagen, 1917.

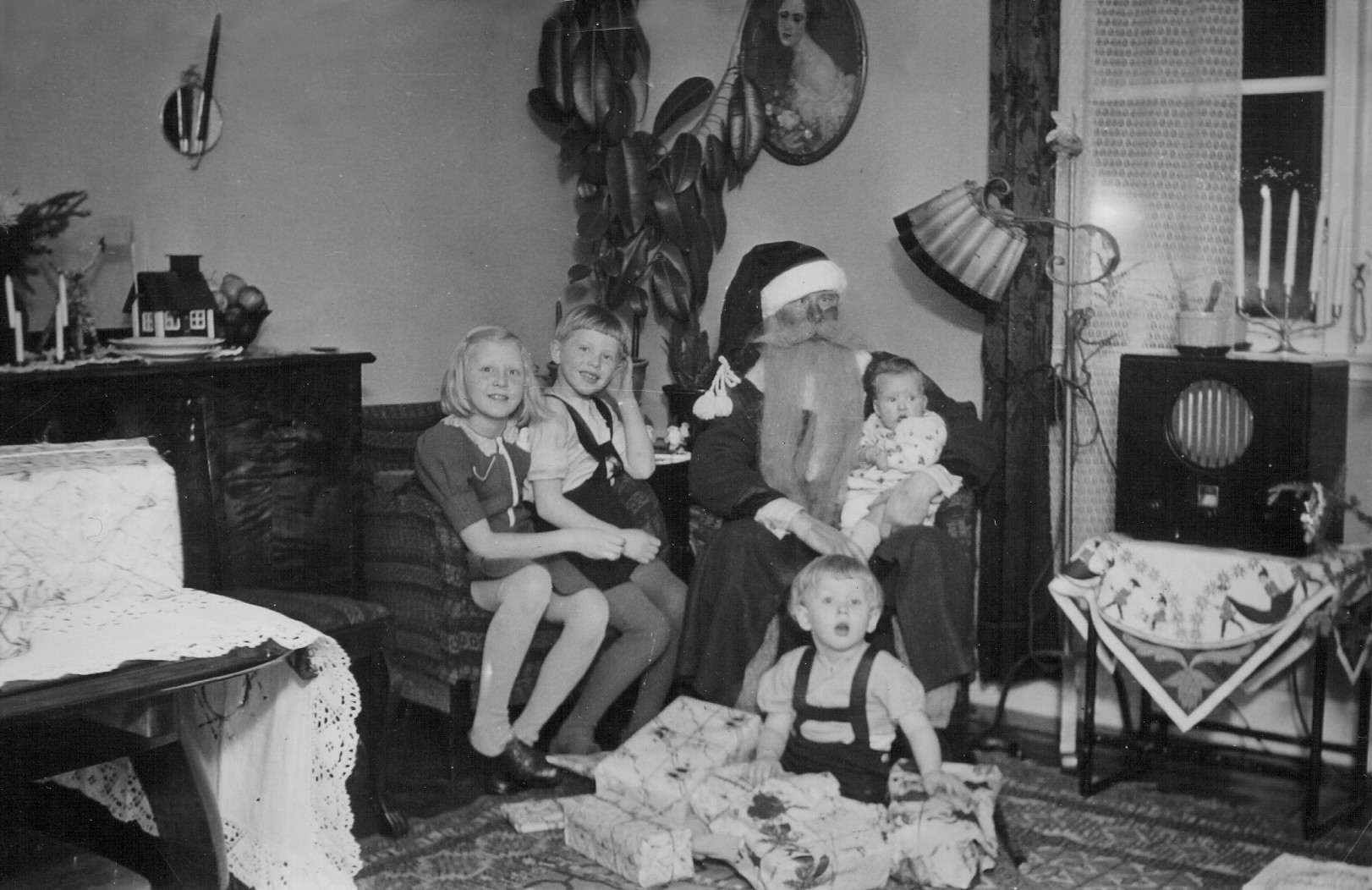
Julafton 1941 i ett av husen.

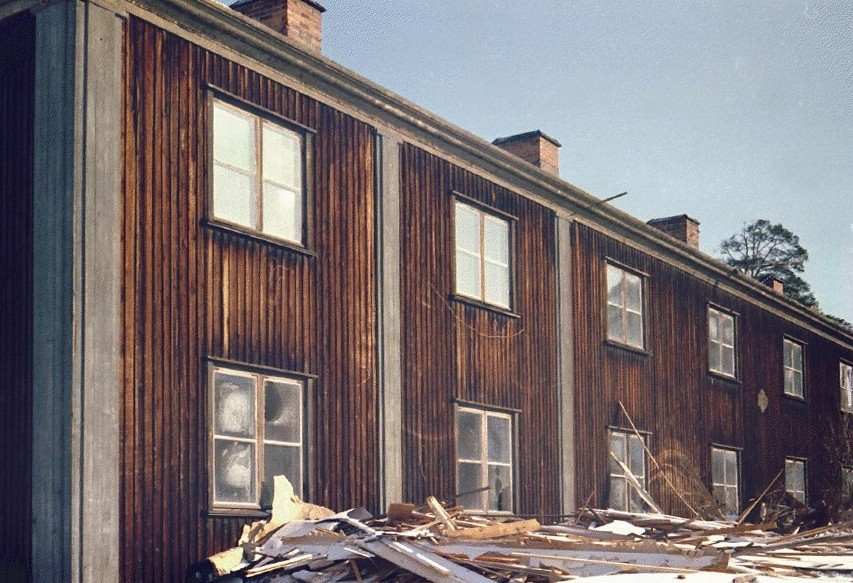
Rivning av bebyggelsen 1963.

I juni 1917 började under Stockholms stads regi byggas nödbostäder i kvarteret Kyllret, på platsen för nuvarande kvarteret Gångaren strax söder om Stadshagens IP. Husen blev inflyttningsklara på hösten samma år. Som arkitekt anlitades Sven Erik Lundqvist, han ritade flera liknande områden bland annat Röda stan i Norrköping.
Här rörde det sig om 23 trähus i två våningar med 12-16 lägenheter i varje länga om ett rum och kök à 35 m². Lägenheterna var utrustade enligt tidens standard: Vedspis och kakelugn för uppvärmning, dessutom gaskök och gasugn för matlagning samt kallvatten och avlopp. Elektricitet fanns indragen. Köksinredningen bestod av fasta bänk- och väggskåp med skafferi mot ytterväggen, väggarna var klädda med målat pärlspont. Varmvatten fick man från en kopparreservoar vid sidan av vedspisen. Avträden låg på gården. Trots de trånga förhållanden på ett rum och kök hade några hyresgäster ändå reserverat det enda rummet som "finrum". Husfasaderna var falurödfärgade eller mörktjärade med vita detaljer och täckta med sadeltak respektive valmade tak.
För att undvika sprängning hade huslängorna placering anpassats av arkitekten till den kuperade terrängen. Området påminde något om ett oplanerat nybyggarsamhälle, vilket senare gav upphov till beteckningen "Guldgrävarlägret". Inom bebyggelsen fanns en lekplats med sandlåda, gungor och klätterställning samt stora ytor för lek och bollspel. Det fanns även ett antal butiker, bland dem Konsum, en privat livsmedelsbutik, en sybehörsaffär och en tidningskiosk. En företagsam konditor gjorde bakverk och hade försäljning i sitt kök i hus 15. En ved- och skrothandlare fanns också. Genom områdets huvudgata[källa behövs] (som var en del av dåvarande Finsens väg) gick trådbussens linje 41, dock utan hållplats. För idrottsliga aktiviteter fanns efter 1931 den närbelägna Stadshagens IP och i Stadshagsbergets sluttning mot Karlbergskanalen fanns två hoppbackar, den "Stora" som var ungefär 22 meter hög och den "Lilla" med 10 meter.
År 1938 bildades officiellt stadsdelen "Stadshagen" då västra Kungsholmen delades i fyra nya stadsdelar; Stadshagen, Kristineberg, Fredhäll och Marieberg. I samband med den nya stadsdelen "Stadshagen" började arbetarbostäderna i kvarteret Kyllret att kallas "Gamla Stadshagen". I stadsplaneförslaget från mars 1939 avsattes hela området för industri och "allmänt ändamål" (bland annat utvidgning av Sankt Görans sjukhus).
År 1966 antogs en ny stadsplan för området, som innebar att möjliggöra utbyggnad av Sankt Görans sjukhus samt att den västra delen av Kungsholmsgatan (numera Sankt Göransgatan) kunde rätas ut. 1963 började rivningen av området. I planbeskrivningen från 1966 konstaterades även att "…de nödbostäder från tiden kring första världskriget som tidigare fanns inom kvarteret Gångaren är nu rivna". På platsen finns idag Electrolux huvudkontor och byggnader för Sankt Görans sjukhus.

## Bilder
Fotografier från området tagna av Lennart af Petersens 1946, källa: Stockholmskällan.

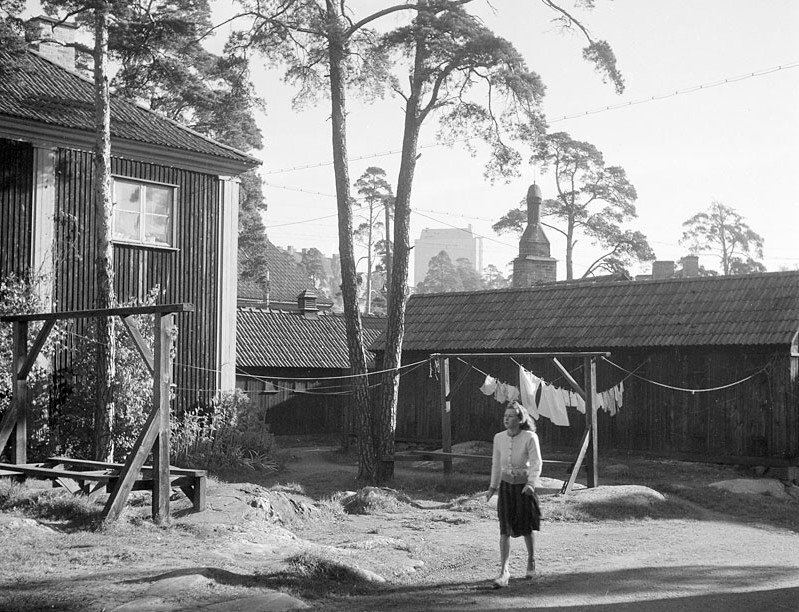
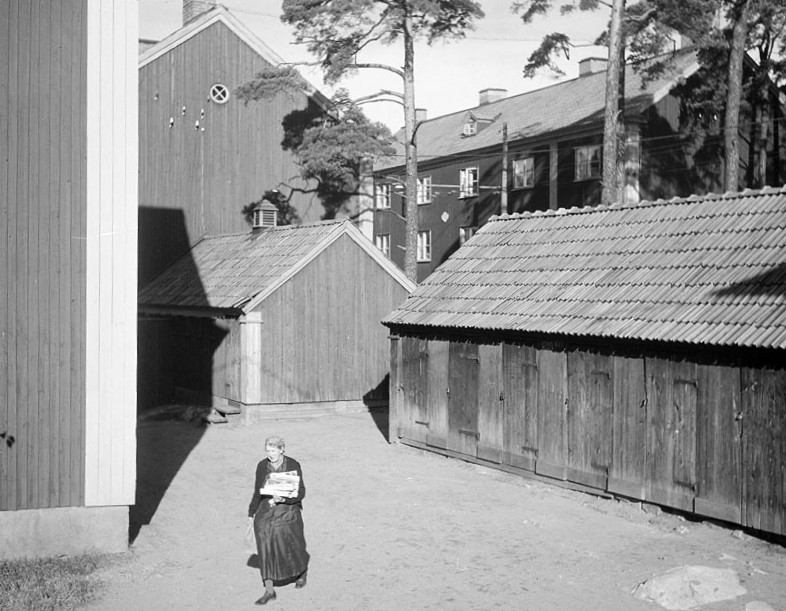
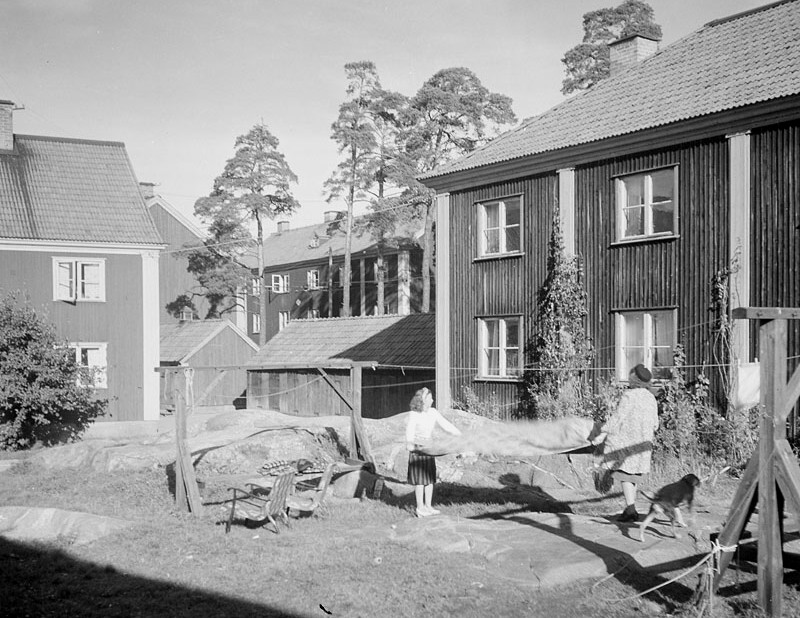
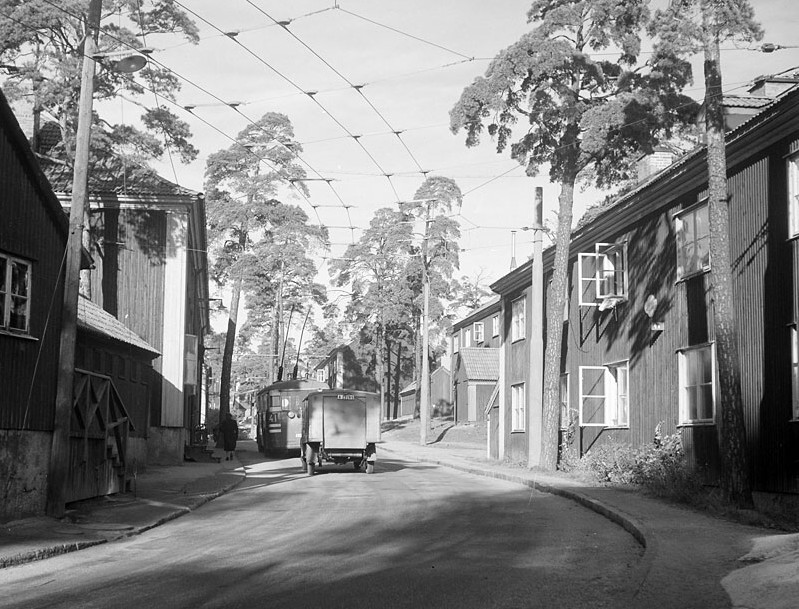

## Källor

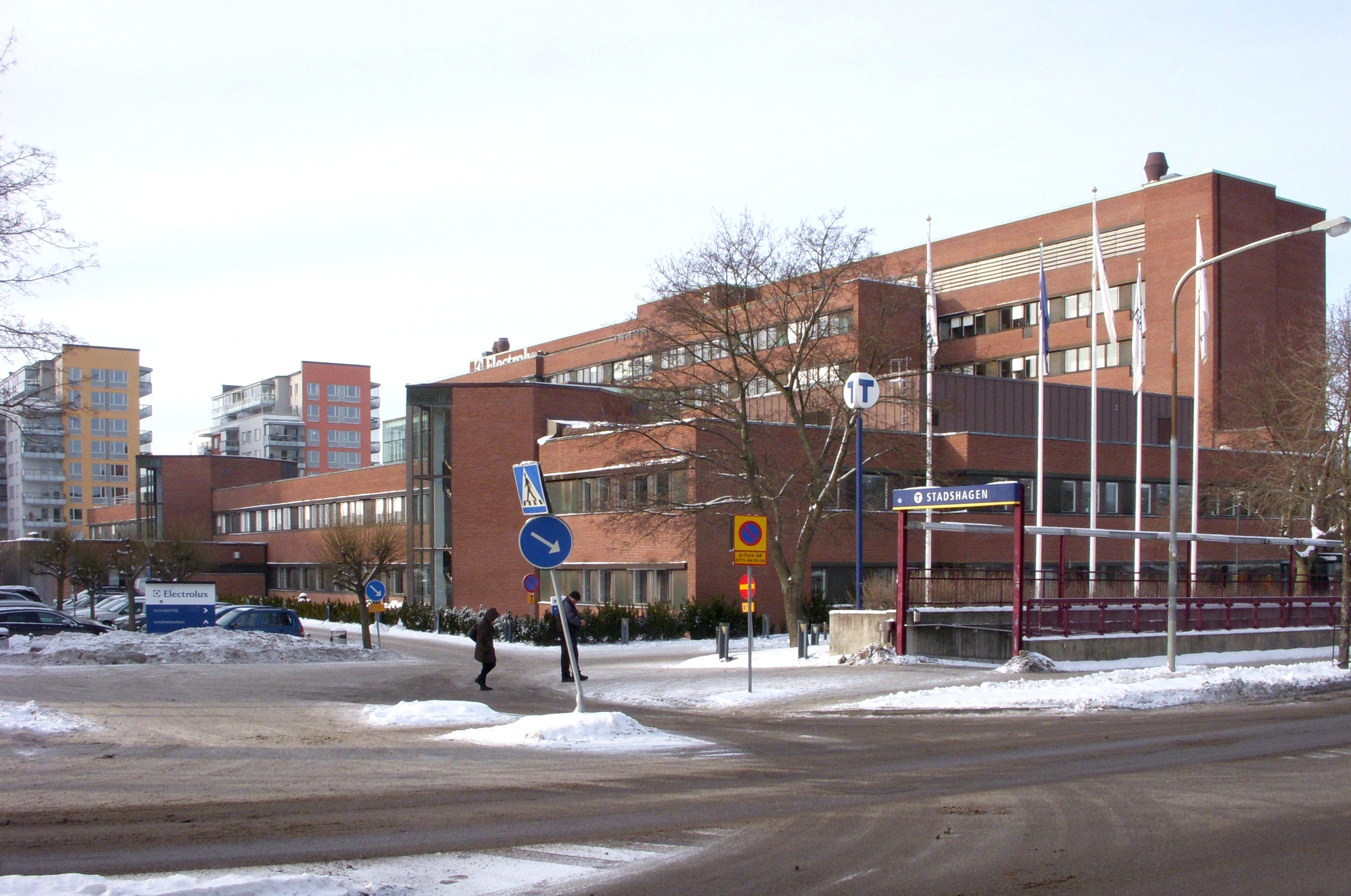
Området år 2012 med Electrolux huvudkontor (byggnaden på bilden var tidigare barnklinik vid Sankt Görans sjukhus).

## Fördjupning
- Nödbostäder i Stockholm